# Tympanogaster jaechi
Tympanogaster jaechi är en skalbaggsart som beskrevs av Perkins 2006. Tympanogaster jaechi ingår i släktet Tympanogaster och familjen vattenbrynsbaggar. Inga underarter finns listade i Catalogue of Life.